# Zentani Mohammed az-Zentani
Zentani Mohammed az-Zentani (الزناتي إمحمد الزناتي), né le 4 décembre 1944 et mort le 26 mai 2025, est un homme politique libyen. Il est de jure le chef de l'État (secrétaire général du Congrès général du peuple) de la Jamahiriya arabe libyenne, de 1992 à 2008.
Comme ses prédécesseurs et successeurs, il n'a tenu qu'un rôle secondaire au regard du pouvoir exercé par Mouammar Kadhafi, « Guide de la révolution » et chef de l'État de facto de la Jamahiriya. Sa fonction était purement honorifique. Toutefois, il se déplaçait à l'occasion d'inaugurations de monuments ou lors de manifestations culturelles ou sportives. 